# Charpey
Charpey ist eine französische Gemeinde im Département Drôme in der Region Auvergne-Rhône-Alpes.

## Geografie
Charpey liegt in der weiten, fruchtbaren Ebene der Flussmündung der Isère in die Rhone, am Fuße des Vercors-Gebirges. Die Gemeinde liegt ca. zwölf Kilometer südlich von Bourg-de-Péage und fast 16 km östlich von Valence (Angaben in Luftlinie). Das 15,48 km² große Gemeindegebiet umfasst hauptsächlich fruchtbares Landwirtschaftsland, südlich der Hauptsiedlung befinden sich zudem einige Waldflächen. Der Dorfkern ist sehr malerisch und gut erhalten.

## Bevölkerung
Charpey gehört mit 1539 Einwohnern (Stand 1. Januar 2022) zu den mittelgroßen Gemeinden im Département Drôme.
| Jahr                       | 1962 | 1968 | 1975 | 1982 | 1990 | 1999 | 2007 | 2016 |
| -------------------------- | ---- | ---- | ---- | ---- | ---- | ---- | ---- | ---- |
| Einwohner                  | 601  | 630  | 637  | 739  | 806  | 901  | 1201 | 1367 |
| Quellen: Cassini und INSEE |      |      |      |      |      |      |      |      |